# مؤتمر الأمم المتحدة للبيئة البشرية
انعقد مؤتمر الأمم المتحدة حول البيئة البشرية أو مؤتمر ستوكهولم 1972 في العاصمة السويدية ستوكهولم، في الفترة الممتدة من 5 إلى 16 يونيو عام 1972.
قررت الجمعية العامة للأمم المتحدة عقد مؤتمر ستوكهولم لعام 1972، بعد تقديم حكومة السويد عرض لاستضافته،  ودعا الأمين العام للأمم المتحدة يو ثانت موريس سترونج لتولي منصب أمين عام المؤتمر، حيث أن الدبلوماسي الكندي قد بدأ وعمل بالفعل لأكثر من عامين في التحضير للمؤتمر. 
نتيجة لهذا المؤتمر تم إنشاء برنامج الأمم المتحدة للبيئة.

## مقدمة
اقترحت السويد لأول مرة على المجلس الاقتصادي والاجتماعي للأمم المتحدة في عام 1968 فكرة عقد مؤتمر للأمم المتحدة للتركيز على التفاعلات البشرية مع البيئة. أصدر المجلس الاقتصادي والاجتماعي قرارًا رقم 1346 بدعم الفكرة. وافق قرار الجمعية العامة رقم 2398 في عام 1969 على عقد مؤتمر في عام 1972 وأمر بمجموعة من التقارير من الأمين العام للأمم المتحدة تقترح أن يركز المؤتمر على «تحفيز وتقديم مبادئ توجيهية للعمل من قبل الحكومات الوطنية والمنظمات الدولية» التي تواجه القضايا البيئية. كانت الاستعدادات للمؤتمر مكثفة، واستمرت أربع سنوات، بما في ذلك 114 حكومة، وبلغت تكلفته أكثر من 30 مليون دولار.

## قضايا في المؤتمر
قاطع الاتحاد السوفيتي ودول حلف وارسو الأخرى المؤتمر بسبب عدم ضم ألمانيا الشرقية، التي لم يُسمح لها بالمشاركة. لم تكن أيّا من الألمانيتين الشرقية أو الغربية أعضاءً في الأمم المتحدة آنذاك، حيث لم تعترف كل منهما بالأخرى.  
ولم يلق المؤتمر ترحيبا من دول مثل بريطانيا والولايات المتحدة وإيطاليا وبلجيكا وهولندا وفرنسا التي شكلت ما يسمى بمجموعة بروكسل وحاولت خنق تأثير المؤتمر.
في المؤتمر نفسه، بدأت الانقسامات في الظهور بين كل من البلدان المتقدمة والنامية. انتقد الوفد الصيني الولايات المتحدة بشدة في المؤتمر، وأصدر مذكرة من 17 نقطة تدين سياسات الولايات المتحدة في الهند الصينية، وكذلك في جميع أنحاء العالم. وقد شجع هذا الموقف البلدان النامية الأخرى، التي شكلت 70 دولة من أصل 122 دولة حاضرة. أصدرت دول متعددة بما في ذلك باكستان وبيرو وتشيلي بيانات ذات طبيعة مناهضة للاستعمار، مما زاد من قلق وفد الولايات المتحدة. كان النقد قاسياً لدرجة أن روجرز مورتون، وزير الداخلية في ذلك الوقت، قال «أتمنى أن يكون الروس هنا»، لتحويل انتباه الانتقادات الصينية.  في حين لم تشارك الصين -العضو الجديد في الأمم المتحدة آنذاك- في المحادثات التحضيرية. لتضمين وجهات نظر الصين تم تعديل بيان المؤتمر، الذي تم التفاوض عليه في المحادثات التمهيدية، حيث قدمت نصًا مضادًا للغة الإعلان بشأن السكان كتهديد للبيئة وسبب في تدهورها.
في عام 1972، لم يكن يُنظر إلى الحوكمة البيئية على أنها أولوية دولية، خاصة بالنسبة لجنوب الكرة الأرضية. دعمت الدول النامية إنشاء برنامج الأمم المتحدة للبيئة، ليس لأنها دعمت الإدارة البيئية، ولكن بسبب موقع مقرها الرئيسي في نيروبي، كينيا، حيث سيكون برنامج الأمم المتحدة للبيئة أول وكالة تابعة للأمم المتحدة يكون مقرها في بلد نام. 

## إعلان ستوكهولم
وافق المؤتمر على إعلان يحتوي على 26 مبدأ يتعلق بالبيئة والتنمية، وخطة عمل مع 109 توصيات، وقرار واحد.
مبادئ إعلان ستوكهولم: 
1. يجب تأكيد حقوق الإنسان وإدانة الفصل العنصري والاستعمار
2. يجب حماية الموارد الطبيعية
3. يجب الحفاظ على قدرة الأرض على إنتاج موارد متجددة
4. يجب حماية الحياة البرية
5. يجب تقاسم الموارد غير المتجددة وليس استنفادها
6. يجب ألا يتجاوز التلوث قدرة البيئة على تنظيف نفسها
7. يجب منع تلوث المحيطات الضار
8. التنمية مطلوبة لتحسين البيئة
9. تحتاج البلدان النامية إلى المساعدة
10. تحتاج البلدان النامية إلى أسعار معقولة للصادرات لتنفيذ الإدارة البيئية
11. يجب ألا تعيق السياسة البيئية التنمية
12. تحتاج البلدان النامية إلى المال لتطوير ضمانات بيئية
13. هناك حاجة إلى تخطيط التنمية المتكاملة
14. يجب أن يحل التخطيط العقلاني النزاعات بين البيئة والتنمية
15. يجب التخطيط للمستوطنات البشرية للقضاء على المشاكل البيئية
16. يجب على الحكومات أن تخطط لسياساتها السكانية المناسبة
17. يجب أن تخطط المؤسسات الوطنية لتنمية الموارد الطبيعية للولايات
18. يجب استخدام العلم والتكنولوجيا لتحسين البيئة
19. التربية البيئية ضرورية
20. يجب تعزيز البحوث البيئية، لا سيما في البلدان النامية
21. قد تستغل الدول مواردها كما تشاء ولكن يجب ألا تعرض الآخرين للخطر
22. التعويض مستحق للدول المهددة
23. يجب على كل أمة أن تضع معاييرها الخاصة
24. يجب أن يكون هناك تعاون في القضايا الدولية
25. يجب أن تساعد المنظمات الدولية في تحسين البيئة
26. يجب القضاء على أسلحة الدمار الشامل

من القضايا الجوهرية التي انبثقت عن المؤتمر الاعتراف بالتخفيف من حدة الفقر من أجل حماية البيئة. طرحت رئيسة الوزراء الهندية إنديرا غاندي في خطابها المؤثر  في المؤتمر العلاقة بين الإدارة البيئية وتخفيف حدة الفقر. 
حفز مؤتمر ستوكهولم البلدان في جميع أنحاء العالم على مراقبة الظروف البيئية وكذلك إنشاء وزارات ووكالات بيئية.   على الرغم من هذه الإنجازات المؤسسية، بما في ذلك إنشاء برنامج الأمم المتحدة للبيئة، فإن الفشل في تنفيذ معظم برنامج عمله دفع الأمم المتحدة إلى عقد مؤتمرات متابعة. مؤتمر الأمم المتحدة التالي المعني بالبيئة والتنمية الذي انعقد في ريو دي جانيرو في عام 1992 (قمة الأرض في ريو)، ومؤتمر القمة العالمي للتنمية المستدامة لعام 2002 في جوهانسبرغ ومؤتمر الأمم المتحدة للتنمية المستدامة لعام 2012 (ريو +20).
يجادل البعض  بأن هذا المؤتمر، والأهم من ذلك المؤتمرات العلمية التي سبقته، كان له تأثير حقيقي على السياسات البيئية للجماعة الأوروبية (التي أصبحت فيما بعد الاتحاد الأوروبي). على سبيل المثال، في عام 1973، أنشأ الاتحاد الأوروبي مديرية البيئة وحماية المستهلك، وألف أول برنامج عمل بيئي. يمكن القول أن هذا الاهتمام المتزايد والتعاون البحثي مهد الطريق لمزيد من الفهم لظاهرة الاحتباس الحراري، مما أدى إلى اتفاقيات مثل بروتوكول كيوتو واتفاقية باريس، وأعطى أساسًا للبيئة الحديثة.

## بعد 50 سنة
في عام 2022، نشر فريق من العلماء تقريرًا بعنوان «ستوكهولم + 50: فتح مستقبل أفضل»، حيث حلل التغييرات التي تم إجراؤها من مؤتمر الأمم المتحدة حول البيئة البشرية في عام 1972 وقدم توصيات للمستقبل. الرسائل الرئيسية هي: «إعادة تعريف العلاقة بين الإنسان والطبيعة، وتحقيق الرخاء الدائم للجميع، والاستثمار في مستقبل أفضل». بالإضافة إلى ذلك، أصدر الباحثون الشباب نسخة شبابية من التقرير بعنوان: «رسم رؤية شبابية من أجل مستقبل عادل ومستدام» وقدموا أيضًا بعض التوصيات. الرسائل الرئيسية هي: «الصحة والرفاهية والتضامن المجتمعي، العيش في وئام مع الطبيعة، التضامن الدولي - العيش كأسرة عالمية واحدة، عالم يتساوى فيه جميع البشر».

## روابط خارجية
- Declaration of the United Nations Conference on the Human Environment - full text at the Library of Congress (نسخة محفوظة 2015-03-14)
- Introductory note by Günther Handl, procedural history note and audiovisual material on the Declaration of the United Nations Conference on the Human Environment (Stockholm Declaration) in the Historic Archives of the United Nations Audiovisual Library of International Law
- Report from the United Nations Conference on the Human Environment held in Stockholm, 1972
- Introductory note by Günther Handl, procedural history note and audiovisual material on the Declaration of the United Nations Conference on the Human Environment (Stockholm Declaration) in the Historic Archives of the United Nations Audiovisual Library of International Law